# Proto-norrois
Le proto-norrois (également proto-scandinave, norrois primitif, proto-nordique, ancien nordique, proto-norrois germanique et norrois proto-germanique) est un dialecte du proto-germanique qu'on parlait en Scandinavie jusqu'au VIIe siècle puis qui évolua en vieux norrois. Il était écrit avec l'alphabet runique vieux futhark.

## La place du proto-norrois dans l'évolution des langues scandinaves
- On considère que le proto-norrois est le premier dialecte qui se sépara du proto-germanique pour former le groupe des langues scandinaves.
- Dès le VIIe siècle, il évoluera ensuite en vieux scandinave, qui se sépara lui-même en scandinave occidental et en scandinave oriental.
- Dès le XVe siècle, les langues scandinaves modernes apparaissent : principalement le norvégien, le danois, le suédois et l'islandais.

## Phonologie du proto-norrois

### Voyelles[2]

#### Voyelles courtes
- a : [ɑ]
- e : [e]
- i : [i]
- o : [o]
- u : [u]

#### Voyelles longues
- ā : [aː]
- ē : [eː]
- ī : [iː]
- ō : [oː]
- ū : [uː]

#### Voyelles nasales
- į : [ĩ]
- į̄ : [ĩː]
- ų : [ũ]
- ų̄ : [ũː]
- ǫ : [ɔ̃]
- ǭ : [ɔ̃ː]
- ą : [ɑ̃]
- ą̄ : [ɑ̃ː]

### Diphtongues
- eu : [eu]
- iu : [iu]
- au : [ɒu]
- ai : [æi]

### Consonnes
- p : [p]
- t : [t]
- k : [k]
- b : [b] ([β] à l'intervocalique)
- d : [d] ([ð] à l'intervocalique)
- g : [ɡ] ([ɣ] à l'intervocalique)
- f : [ɸ]
- þ : [θ]
- h : [x]
- s : [s]
- z : [z]
- n : [n] ([ŋ] devant une consonne vélaire ; [ŋʷ] devant une consonne labio-vélaire)
- m : [m]
- j : [j]
- w : [w]
- l : [l]
- r : [r]

## Conjugaison du proto-norrois
Le proto-norrois connait quatre modes : 
- L'indicatif
- Le subjonctif
- L'optatif
- L'impératif

Le proto-norrois possède deux temps :
- Le présent
- Le passé (prétérit)

Le proto-norrois possède trois nombres : 
- Le singulier
- Le duel
- Le pluriel